# 1916
1916 (MCMXVI) byl rok, který dle gregoriánského kalendáře započal sobotou.

## Události
Česko
- 30. dubna – poprvé byl použit letní čas. Ve 23.00 si měli obyvatelé přesunout hodiny na 24.00 (a 1. květen tak začal o hodinu dříve); Rakousko-Uhersko
- 18. září – protržení Přehrady Desná, 62 mrtvých (největší katastrofa spojená s havárií na přehradě v historii Českých zemí).
- 23. září – v Bohumíně byl zahájen provoz elektrické tramvaje (do roku 1918 vypůjčeným vozem Slezských zemských drah), při této příležitosti byl ukončen osobní provoz parní tramvaje
- 1. října – v 0.00 letního času se hodiny vrátily zpět k pásmovému času na 23.00, tedy 30. září – Rakousko-Uhersko
- 19. listopadu – devět českých stran vytvořilo prorakouský aktivistický Český svaz, složený z poslanců říšské rady. Jeho předsedou byl agrárník František Staněk. Zároveň vznikl Národní výbor v čele s Karlem Mattušem
- listopad – Štěpánkova aféra
- Byla dokončena stavba pražského mostu Františka Ferdinanda d’Este, v roce 1920 přejmenovaného na Mánesův most

Předlitavsko
- 21. října – Atentát na Karla von Stürgkha ve Vídni
- 28. října – předsedou vlády podruhé jmenován Ernest von Koerber
- 20. prosince – předsedou vlády Heinrich Clam-Martinic (demise 1917)

Svět
- 9. ledna – Porážkou Spojeného království a Francie byla ukončena bitva o Gallipoli
- 29. ledna – Paříž je poprvé bombardována německou vzducholodí Zeppelin
- 1. února – osmanský korunní princ Şehzade Yusuf Izzeddin spáchal sebevraždu, obviněn z jeho úmrtí byl ministr financí Enver Paša
- 21. února – Začala nejdelší bitva první světové války mezi Francií a Německem, bitva u Verdunu.
- 7. března – Spojením dvou firem vznikla německá automobilka BMW.
- 24. dubna – Irští republikáni se během Velikonočního povstání pokusili získat nezávislost Irska na Spojeném království.
- 16. května – Francie a Spojené království za souhlasu Ruska uzavřelo tajnou Sykesovu–Picotovu dohodu o poválečném rozdělení Osmanská říše.
- 31. května – 1. června – Bitva u Jutska/Skagerraku mezi Spojeným královstvím a Německem
- 4. června – V Haliči a na Volyni byla zahájena Brusilovova ofenzíva
- 29. červen – rakousko-uherský plynový útok během bitev na Soči
- 1. červenec – začátek bitvy na Sommě
- 27. srpen – Rumunsko vyhlašuje válku Rakousku-Uhersku
- 15. září – tento den byly poprvé v historii použity v boji tanky a zároveň došlo k prvnímu potopení ponorky letadlem.
- 5. listopadu – Na ruských dobytých územích bylo vyhlášeno Polské království
- 14. listopad – konec bitvy na Sommě
- 15. prosinec – konec bojů u Verdunu
- 18. prosinec – nóta amerického prezidenta Wilsona válčícím státům. Žádost o zveřejnění válečných cílů. Ústřední mocnosti odpověděly 25. prosince, Dohoda 10. ledna 1917
- Grónská hymna se stala oficiálně hymnou.
- V Paříži vznikla jako orgán zahraničního odboje Československá národní rada.

## Vědy a umění
- 6. října vznikl v curyšském kabaretu Voltaire avantgardní umělecký směr dadaismus
- Vydáním knihy Kurs obecné lingvistiky švýcarského jazykovědce Ferdinanda de Saussure byl založen vědecký směr strukturalismus.
- Albert Einstein zveřejnil obecnou teorii relativity
- Zanikla pařížská šachová kavárna Café de la Régence
- Alfons Mucha na zámku Zbiroh namaloval v rámci Slovanské epopeje obraz Kázání Mistra Jana Husa v kapli Betlémské
- Polský chemik Jan Czochralski vyvinul Czochralského metodu růstu syntetických monokrystalů.

## Nobelova cena
- Nobelova cena za fyziku – (Finanční část ceny vložena do speciálního fondu Nobelovy ceny za fyziku.)
- Nobelova cena za fyziologii a lékařství – nebyla v tomto roce udělena
- Nobelova cena za chemii – nebyla v tomto roce udělena
- Nobelova cena za literaturu – Carl Gustaf Verner von Heidenstam
- Nobelova cena za mír – nebyla v tomto roce udělena

## Narození

### Česko
- 4. ledna – Jan Kotík, malíř († 23. března 2002)
- 9. ledna – Felix Zbořil, voják a politický vězeň komunistického režimu († 11. července 1991)
- 15. ledna – Josef Kučera, voják, oběť komunistického teroru († 14. listopadu 1952)
- 19. ledna – Jan Ryska, spisovatel, pedagog a publicista († 14. prosince 1983)
- 24. ledna – Jiřina Steimarová, herečka († 7. října 2007)
- 27. ledna – Josef Kocourek, nejstarším parlamentní stenograf na světě († 1. srpna 2004)
- 28. ledna – Josef Těšínský, zpravodajský důstojník a pobočník velitele u 310. československé stíhací peruť RAF († 7. dubna 1975)
- 13. února – Jaroslav Krejčí ml., politik, právník, ekonom a sociolog († 16. února 2014)
- 26. února – Václav Kojzar, hrdina protinacistického odboje, oběť komunismu († 21. ledna 2006)
- 3. března – Stanislav Zimprich, vojenský pilot a účastník bitvy o Británii († 12. dubna 1942)
- 7. března – Miroslav Štefek, hornista († 13. dubna 1969)
- 18. března – Josef Bryks, účastník československého protinacistického odboje a oběť komunismu († 11. srpna 1957)
- 19. březen – Emil Konečný, herec († 23. září 2005)
- 20. března – Karel Vaš, soudce a prokurátor vykonstruovaných komunistických soudních procesů († 8. prosince 2012)
- 21. března – Bohumír Martínek, voják a příslušník výsadku Bronse († 15. března 1943)
- 23. března – Jaromír Tobola, katolický teolog († 18. února 1988)
- 29. března – Kamil Běhounek, swingový akordeonista a skladatel († 19. prosince 1983)
- 2. dubna – Miloslav Stehlík, dramatik, režisér, herec a prozaik († 15. července 1994)
- 15. dubna – Karel Otto Hrubý, fotograf († 19. července 1998)
- 25. dubna – Karel Lewit, český neurolog slovinského původu († 2. října 2014)
- 27. dubna – Jan Rychlík (skladatel), hudební skladatel († 20. ledna 1964)
- 29. dubna – Zdenek Seydl, malíř († 17. června 1978)
- 12. května – František Hanus, herec a divadelní režisér († 2. září 1991)
- 17. května – Lenka Reinerová, německy píšící spisovatelka († 27. června 2008)
- 25. května – Jaroslav Skála, lékař, psycholog a bojovník proti alkoholismu († 26. listopadu 2007)
- 29. května – Ladislav Jehlička, katolický publicista, redaktor a politický vězeň († 11. února 1996)
- 30. května
  - Jan Buchal, oběť komunismu († 27. června 1950)
  - Jan Hanč, básník a prozaik († 19. července 1963)
- 3. června – Josef Ludl, fotbalový reprezentant († 1. srpna 1998)
- 9. června – Karol Mladý, voják a velitel výsadku Embassy († 29. prosince 1944)
- 28. června – František Vaňák, 13. olomoucký arcibiskup († 14. září 1991)
- 4. července – Jindřich Zahradník, ekonom a politik († červen 1992)
- 6. července – Tomáš Šalé, atlet, běžec († 18. srpna 1986)
- 18. července – Jaromír Spal, český herec († 22. března 1981)
- 19. července – Rudolf Doležal, sochař († 6. září 2002)
- 27. července – Vladimír Klusák, klavírista a hudební skladatel († 27. října 1990)
- 13. srpna – Jan Pospíšil, právník, politický vězeň († září 2010)
- 15. srpna – Ferdinand Knobloch, psychiatr († 19. ledna 2018)
- 23. srpna – František Vaněk, generální vikář pražské arcidiecéze († 20. září 1986)
- 25. srpna – Václav Kindl, voják a velitel výsadku Intransitive († 20. května 1944)
- 9. září – Karel Aliger, fotograf († 28. května 1984)
- 13. září – Josef Černý (voják), voják na východní frontě († 10. září 1970)
- 16. září – Helena Hodačová, spisovatelka a novinářka († 26. ledna 1998)
- 19. září – Magda Lokvencová, herečka a režisérka († 17. ledna 1966)
- 23. září
  - Alfréd Bartoš, velitel diverzní skupiny Silver A († 22. června 1942)
  - Karel Kuttelwascher, nejúspěšnější český pilot RAF († 17. srpna 1959)
- 24. září – Bohumil Modrý, hokejový brankář a politický vězeň († 21. července 1963)
- 4. října – Ladislav Šimůnek, fotbalový reprezentant († 7. prosince 1969)
- 15. října – Karel Houska, herec († 22. prosince 1987)
- 16. října – Hugo Rosák, plochodrážní jezdec († 5. srpna 1982)
- 20. října – Evžen Peřina, spisovatel, pedagog a překladatel knih ze slovenštiny († 1990)
- 21. října – František Roman Dragoun, malíř († 2. července 2005)
- 3. listopadu – Zbyněk Přecechtěl, hudební skladatel († 6. října 1996)
- 4. listopadu – Bohumil Vávra, divadelní a filmový herec († 14. září 2007)
- 11. listopadu – Jaroslav Otruba, architekt († 5. února 2007)
- 1. prosince – Alexander Heidler, kněz, teolog a publicista († 3. srpna 1980)
- 4. prosince
  - Ota Gregor, lékař († 24. září 2006)
  - Jaromír Nechanský, voják, příslušník výsadku Platinum-Pewter († 16. června 1950)
- 11. prosince – Miloš Šolle, archeolog († 14. listopadu 2004)
- 15. prosince – Petr Uruba, pilot 311. československé bombardovací perutě RAF († 1. března 2009)

### Svět

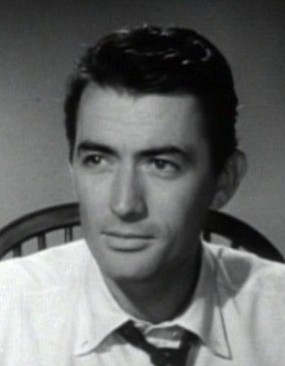
Gregory Peck (* 5. duben)

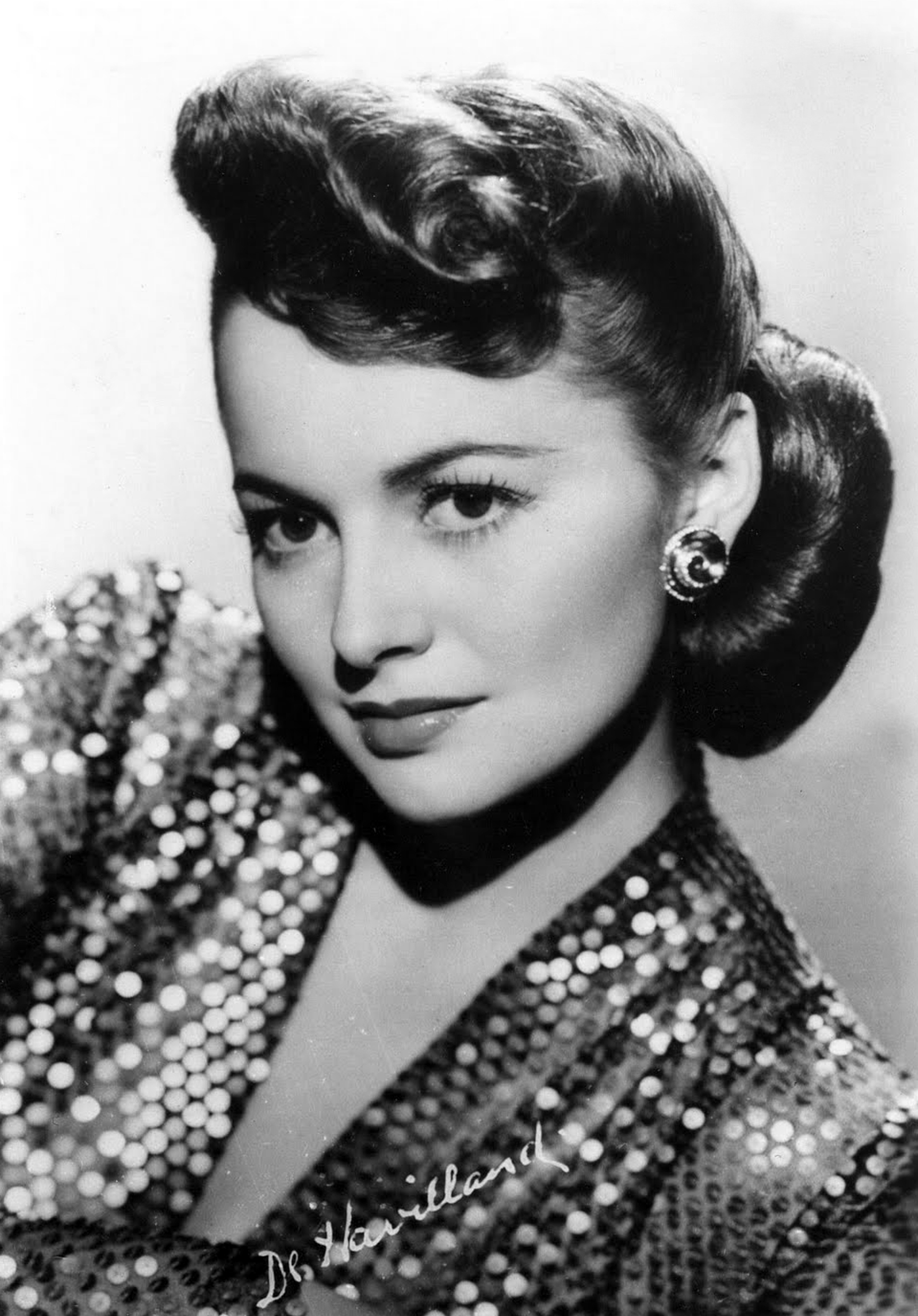
Olivia de Havilland (* 1. červenec)

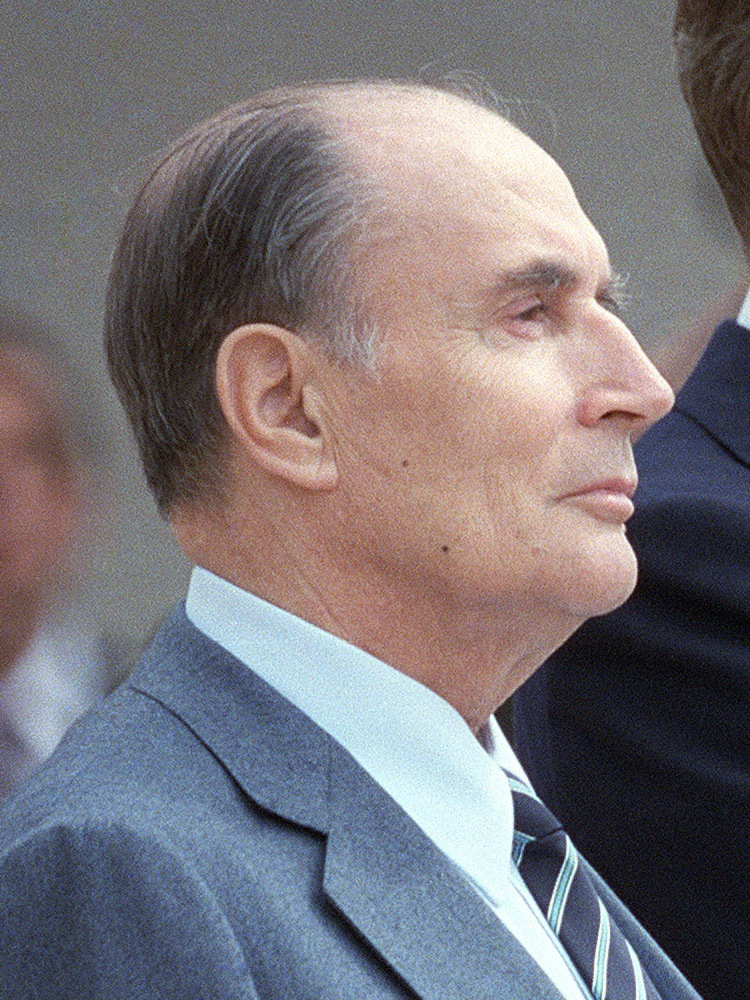
François Mitterrand (* 26. říjen)

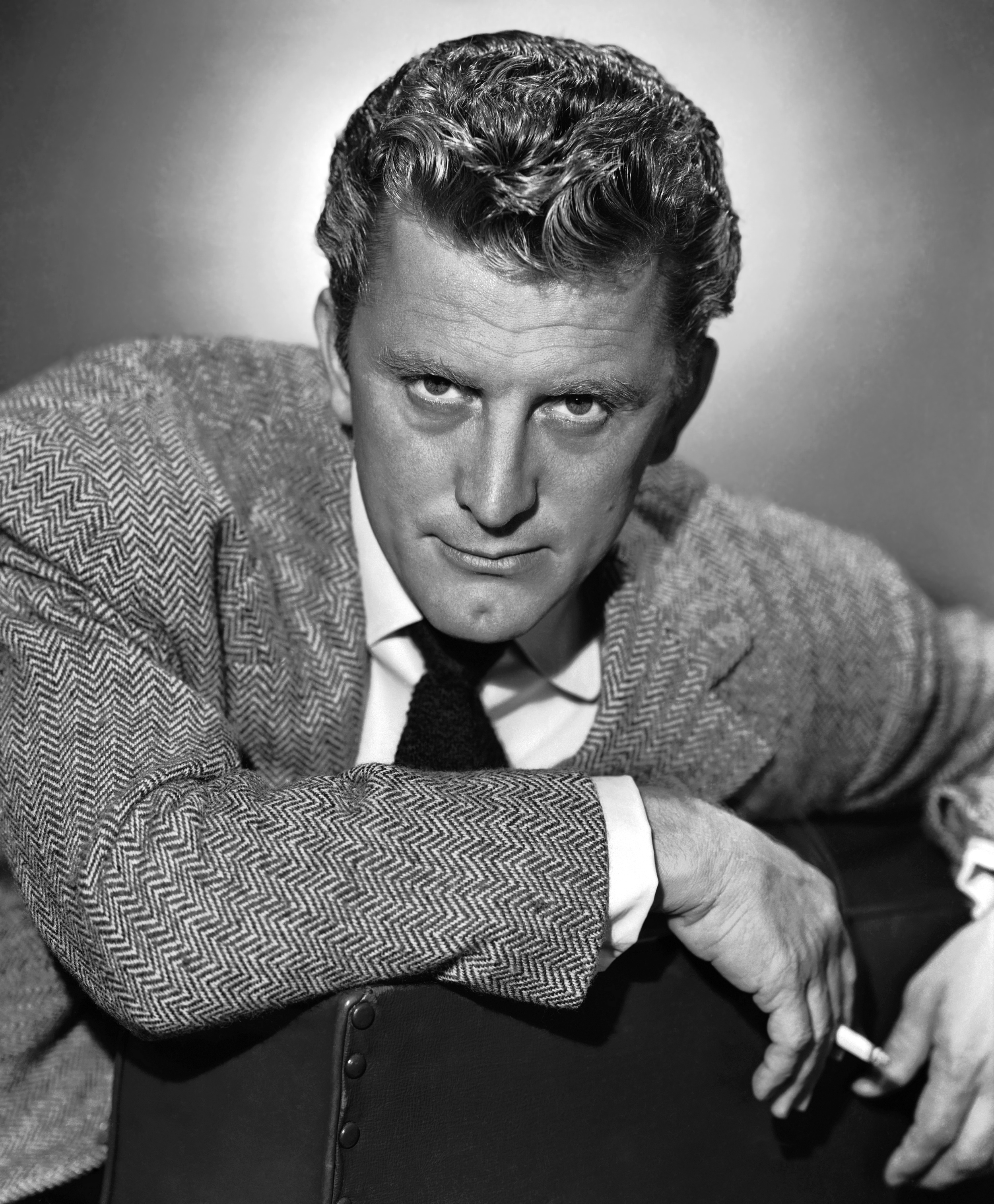
Kirk Douglas (* 9. prosinec)

- 1. ledna – Rechavam Amir, izraelský voják a diplomat († 4. dubna 2013)
- 3. ledna – Ľudovít Greššo, slovenský herec († 8. února 1982)
- 4. ledna – Princezna Niloufer, osmanská princezna a vnučka sultána Murada V. († 12. června 1989)
- 7. ledna
  - Elena Ceaușescuová, manželka rumunského prezidenta Nicolae Ceaușescu († 25. prosince 1989)
  - Bernard Davis, americký biolog († 14. ledna 1994)
  - Paul Keres, estonský šachový velmistr († 5. června 1975)
- 11. ledna
  - Bernard Blier, francouzský herec († 29. března 1989)
  - Zikmund Schul, německý židovský skladatel († 2. června 1944)
- 12. ledna – Pieter Willem Botha, prezident Jihoafrické republiky († 31. října 2006)
- 15. ledna – Henri Frans de Ziel, surinamský básník († 3. února 1975)
- 17. ledna – Charles F. Hockett, americký jazykovědec († 3. listopadu 2000)
- 19. ledna – Brion Gysin, anglický malíř a básník († 13. července 1986)
- 21. ledna – Pietro Rava, italský fotbalista († 5. listopadu 2006)
- 22. ledna – Henri Dutilleux, francouzský hudební skladatel († 22. května 2013)
- 23. ledna – David Douglas Duncan, válečný fotograf († 7. června 2018)
- 26. ledna – Ted Allan, kanadský spisovatel, scenárista a herec († 29. června 1995)
- 2. února – Xuân Diệu, vietnamský básník († 18. prosince 1985)
- 3. února – Jean Margéot, mauricijský kardinál († 17. července 2009)
- 5. února – Ugo Locatelli, italský fotbalista († 28. května 1993)
- 9. února – John Lintner, americký ekonom († 8. června 1983)
- 11. února – Seweryna Szmaglewska, polská spisovatelka († 7. srpna 1992)
- 15. února – Lise London, francouzská komunistická odbojářka a aktivistka († 31. března 2012)
- 16. února – Karl Brunner, švýcarský ekonom († 9. května 1989)
- 23. února – Toon Kortooms, nizozemský spisovatel († 5. února 1999)
- 3. března – Paul Halmos, americký matematik († 2. října 2006)
- 4. března
  - Giorgio Bassani, italský romanopisec, básník a esejista († 13. dubna 2000)
  - Hans Eysenck, německo-britský psycholog († 4. září 1997)
- 11. března – Harold Wilson, premiér Spojeného království († 24. května 1995)
- 12. března – Jacque Fresco, americký multidisciplinární vědec († 1. května 2011)
- 20. března – Pierre Messmer, premiér Francie († 29. srpna 2007)
- 26. března – Christian B. Anfinsen, americký biochemik, Nobelova cena za chemii 1972 († 14. května 1995)
- 5. dubna – Gregory Peck, americký herec († 12. června 2003)
- 7. dubna – Bianchi Anderloni, italský automobilový designér a podnikatel († 7. srpna 2003)
- 10. dubna – Friedrich Heer, rakouský kulturní historik († 18. září 1983)
- 11. dubna – Alberto Ginastera, argentinský hudební skladatel († 25. června 1983)
- 14. dubna – Abdul Rahmán Árif, irácký premiér († 24. srpna 2007)
- 17. dubna – Sirimavo Bandaranaike, ministerská předsedkyně Srí Lanky († 10. října 2000)
- 22. dubna
  - Lee Cronbach, americký psycholog († 1. října 2001)
  - Yehudi Menuhin, houslový virtuos a dirigent († 12. března 1999)
- 23. dubna – Ivo Lola Ribar, partyzán, národní hrdina Jugoslávie († 27. listopadu 1943)
- 26. dubna – Werner Bischof, švýcarský reportážní fotograf († 16. května 1954)
- 28. dubna – Ferruccio Lamborghini, zakladatel firmy Lamborghini († 20. února 1993)
- 29. dubna – Lars Korvald, premiér Norska († 4. července 2006)
- 30. dubna – Claude Shannon, americký elektronik a matematik († 24. února 2001)
- 1. května – Glenn Ford, americký herec († 30. srpna 2006)
- 3. května
  - Pierre Emmanuel, francouzský básník († 24. září 1984)
  - Arje Dvorecki, izraelský matematik († 8. května 2008)
- 4. května – Jane Jacobsová, americko-kanadská novinářka a spisovatelka († 25. dubna 2006)
- 11. května – Camilo José Cela, španělský spisovatel, Nobelova cena za literaturu 1989 († 17. ledna 2002)
- 12. května – Albert Murray, americký spisovatel († 18. srpna 2013)
- 16. května
  - Jenő Fock, maďarský komunistický politik, předseda Rady ministrů († 22. května 2001)
  - Efrajim Kacir, izraelský biochemik a prezident († 30. května 2009)
- 20. května
  - Alexej Petrovič Maresjev, legendární sovětský válečný pilot († 19. května 2001)
  - Trebisonda Valla, italská olympijská vítězka v běhu na 80 metrů překážek z roku 1936 († 16. října 2006)
- 31. května
  - Felix Rakouský, rakouský arcivévoda († 6. září 2011)
  - Bernard Lewis, britsko americký historik, orientalista a politický komentátor († 19. května 2018)
  - Judy Campbell, anglická herečka († 6. června 2004)
- 1. června
  - Murilo Rubião, brazilský spisovatel († 16. září 1991)
  - Mihrişah Sultan, osmanská princezna († 25. ledna 1987)
- 4. června – Robert F. Furchgott, americký biochemik, Nobelova cena za fyziologii a medicínu 1998 († 19. května 2009)
- 8. června
  - Luigi Comencini, italský filmový režisér a scenárista († 6. dubna 2007)
  - Francis Crick, britský molekulární biolog a fyzik, Nobelova cena za fyziologii a medicínu 1953 († 28. července 2004)
- 9. června
  - Jurij Brězan, lužickosrbský spisovatel († 12. března 2006)
  - Robert McNamara, americký voják a politik († 6. července 2009)
- 14. června
  - Ja'akov Talmon, izraelský profesor moderních dějin († 16. června 1980)
  - Georg Henrik von Wright, finsko-švédský filozof († 16. června 2003)
- 15. června – Herbert A. Simon, americký ekonom, Nobelova cena za ekonomii 1978 († 9. února 2001)
- 17. června – Luigi Scarabello, italský fotbalista († 2. července 2007)
- 23. června – Ernest Wilimowski, slezský fotbalista († 30. srpna 1997)
- 24. června
  - John Ciardi, americký básník († 30. března 1986)
  - Lidia Wysocka, polská herečka († 2. ledna 2006)
- 25. června – Erich Zöllner, rakouský historik († 11. prosince 1996)
- 26. června
  - Jicchak Danciger, izraelský sochař († 11. července 1977)
  - Virginia Satirová, americká terapeutka († 10. září 1988)
- 29. června
  - Runer Jonsson, švédský spisovatel († 29. října 2006)
  - Ľudmila Pajdušáková, slovenská astronomka († 5. října 1979)
  - Petronij Gaj Amatuni, ruský spisovatel dětské literatury († 29. dubna 1982)
- 1. července
  - Olivia de Havilland, americká filmová herečka († 26. července 2020)
  - Lawrence Halprin, americký zahradní architekt († 25. října 2009)
- 6. července – J. Milton Yinger, americký sociolog († 28. července 2011)
- 9. července – Edward Heath, předseda britské vlády († 17. července 2005)
- 11. července
  - Alexandr Michajlovič Prochorov, sovětský fyzik († 8. ledna 2002)
  - Gough Whitlam, premiér Austrálie († 21. října 2014)
- 12. července – Ljudmila Pavličenková, nejúspěšnější ukrajinská odstřelovačka všech dob († 27. října 1974)
- 14. července – Natalia Ginzburgová, italská spisovatelka († 7. října 1991)
- 15. července – Núr Mohammad Tarakí, prezident a premiér Afghánistánu († 14. září 1979)
- 17. července – Aleksander Gieysztor, polský  historik († 9. února 1999)
- 18. července
  - Kenneth Armitage, britský sochař, malíř a grafik († 22. ledna 2002)
  - Vladimír Demichov, ruský transplantační chirurg († 22. listopadu 1998)
- 29. července – Charlie Christian, americký swingový a jazzový kytarista († 2. března 1942)
- 1. srpna – Fiorenzo Angelini, italský kardinál († 22. listopadu 2014)
- 3. srpna – José Manuel Moreno, argentinský fotbalista († 26. srpna 1978)
- 6. srpna
  - Richard Hofstadter, americký historik († 24. října 1970)
  - Dom Mintoff, premiér Malty († 20. srpna 2012)
- 15. srpna – Heinz Oestergaard, německý módní návrhář († 10. května 2003)
- 23. srpna – Nils-Olof Franzén, švédský spisovatel († 24. února 1997)
- 25. srpna
  - Frederick Chapman Robbins, americký pediatr a virolog, Nobelova cena za fyziologii a lékařství († 4. srpna 2003)
  - Ethel Stark, kanadská houslistka a dirigentka († 16. února 2012)
- 28. srpna
  - Cleonice Berardinelli, brazilská filoložka
  - Charles Wright Mills, americký sociolog († 20. března 1962)
- 2. září – Adolf Gawalewicz, polský právník, spisovatel († 11. června 1987)
- 3. září – Trigger Alpert, americký jazzový kontrabasista a fotograf († 22. prosince 2013)
- 6. září – Erik Nilsson, švédský fotbalista († 9. září 1995)
- 13. září
  - Roald Dahl, britský spisovatel († 23. listopadu 1990)
  - Virghil Gheorghiu, rumunský diplomat, duchovní ortodoxní církve a francouzsky píšící spisovatel († 2. června 1992)
- 14. září – Luis Corvalán, generální tajemník Komunistické strany Chile († 21. července 2010)
- 17. září – Jumdžágín Cedenbal, mongolský předseda vlády († 24. dubna 1991)
- 23. září – Aldo Moro, premiér Itálie († 9. května 1978)
- 27. září – Jizhar Smilansky, izraelský spisovatel, literární vědec, politik († 21. srpna 2006)
- 28. září
  - Peter Finch, australský herec († 14. ledna 1977)
  - Olga Vasiljevna Lepešinská, sovětská tanečnice a taneční pedagožka († 20. prosince 2008)
- 29. září – Eva Frodl-Kraftová, rakouská kunsthistorička († 1. května 2011)
- 3. října – James Herriot, britský veterinář a spisovatel († 23. února 1995)
- 4. října – Vitalij Lazarevič Ginzburg, ruský fyzik († 8. listopadu 2009)
- 7. října
  - Joe Evans, americký jazzový saxofonista († 17. ledna 2014)
  - Walt Whitman Rostow, americký ekonom a politický teoretik († 13. února 2003)
- 9. října – Marcel Lefrancq, belgický fotograf († 14. listopadu 1974)
- 10. října – Bernard Heuvelmans, francouzský zoolog († 22. srpna 2001)
- 11. října – Torsten Hägerstrand, švédský geograf († 4. května 2004)
- 15. října – Jasudži Mijazaki, japonský plavec, zlato na OH 1932 († 30. prosince 1989)
- 19. října
  - Emil Gilels, ruský klavírista († 14. října 1985)
  - Karl-Birger Blomdahl, švédský hudební skladatel († 14. června 1968)
  - Endre Vészi, maďarský spisovatel a novinář († 9. července 1987)
  - Jean Dausset, francouzský lékař a imunolog, Nobelova cena 1980 († 6. června 2009)
- 22. října – Roger Stanier, kanadský mikrobiolog († 29. ledna 1982)
- 26. října – François Mitterrand, prezident Francie († 8. ledna 1996)
- 27. října – Kazimierz Brandys, polský spisovatel a scenárista († 11. března 2000)
- 4. listopadu – Nikola Ljubičić, jugoslávský partyzán a komunistický politik († 13. dubna 2005)
- 6. listopadu – Ray Conniff, americký trombonista a zpěvák († 12. října 2002)
- 8. listopadu – Peter Weiss, německý spisovatel, výtvarník a filmový režisér († 10. května 1982)
- 14. listopadu – Martin Kusý, slovenský architekt († 24. února 1989)
- 19. listopadu – František Dibarbora, slovenský herec († 4. září 1987)
- 20. listopadu
  - Donald T. Campbell, americký psycholog († 5. května 1996)
  - Charles E. Osgood, americký psycholog († 15. září 1991)
- 27. listopadu – Roderick Chisholm, americký filozof († 19. ledna 1999)
- 28. listopadu
  - Mary Lilian Baels, manželka krále Leopolda III. Belgického († 7. června 2002)
  - Mika Špiljak, chorvatský a jugoslávský komunistický politik a státník († 18. května 2007)
- 2. prosince – Nancye Wynneová, australská tenistka († 9. listopadu 2001)
- 5. prosince – Hilary Koprowski, polský lékař, virolog a imunolog († 11. dubna 2013)
- 6. prosince – Józef Stanek, polský katolický kněz, mučedník, blahoslavený († 23. září 1944)
- 8. prosince – Richard Fleischer, americký režisér († 25. března 2006)
- 9. prosince
  - Kirk Douglas, americký herec († 5. února 2020)
  - Wolfgang Hildesheimer, německý spisovatel, dramatik, grafik a malíř († 21. srpna 1991)
- 11. prosince – Juraj Bartoš, slovenský tenista († 4. dubna 1983)
- 15. prosince – Maurice Wilkins, anglický molekulární biolog, Nobelova cena za fyziologii a medicínu 1962 († 5. října 2004)
- 18. prosince – Anselm Strauss, americký sociolog († 5. září 1996)
- 19. prosince
  - Ann Mari Falková, švédská spisovatelka († 1988)
  - Elisabeth Noelle-Neumannová, německá socioložka a politoložka († 25. března 2010)
- 24. prosince – Zdenka Cecília Schelingová, slovenská řeholnice, oběť komunistického teroru, blahoslavená († 31. července 1955)
- 25. prosince – Ahmed Ben Bella, první prezident nezávislého Alžírska († 11. dubna 2012)
- 28. prosince – Gerard Labuda, polský historik († 1. října 2010)

## Úmrtí

### Česko
- 01. ledna

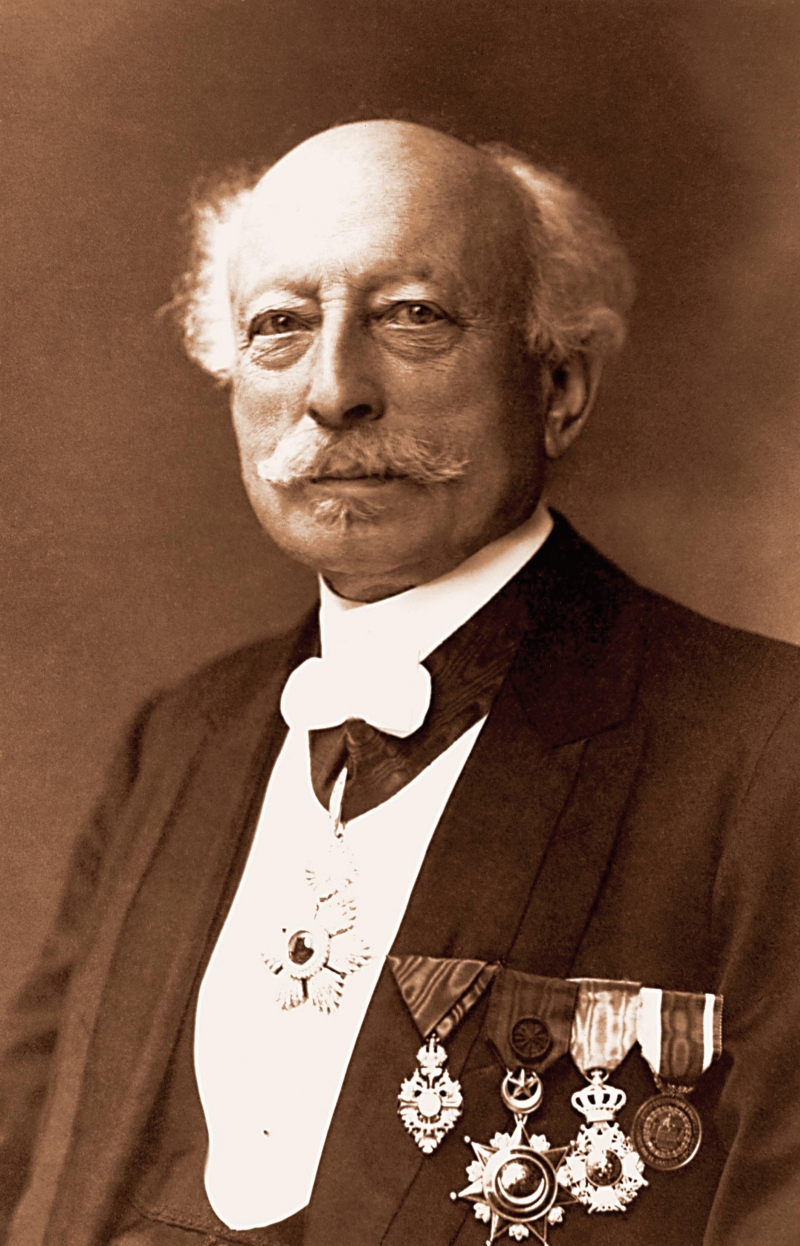
Ludwig Moser (* 18. června; sklář)

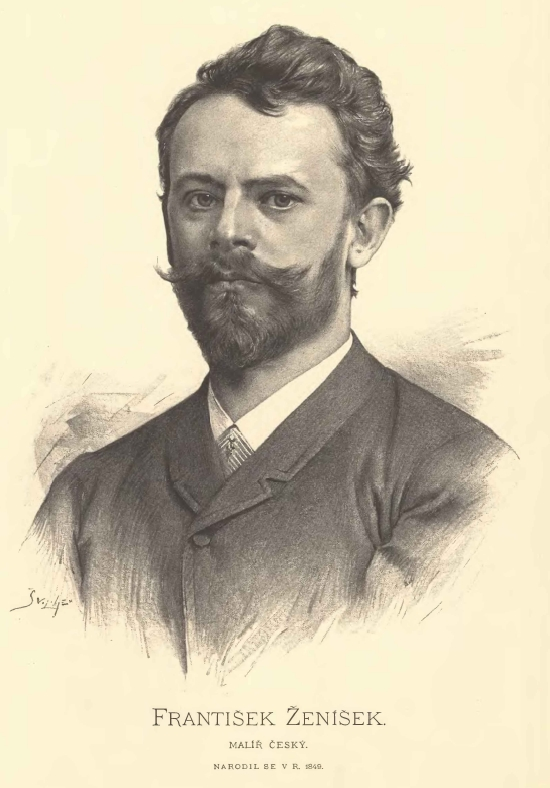
František Ženíšek († 15. listopadu; malíř)

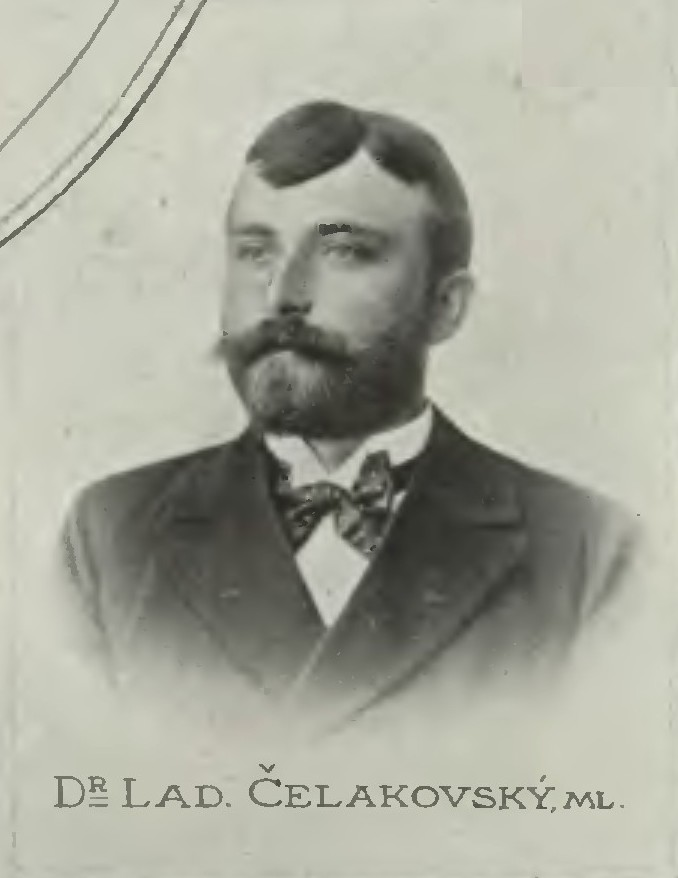
Ladislav František Čelakovský († 31. prosince; botanik)

  - František Steiner, poslanec Českého zemského sněmu, starosta Kolína (* 12. května 1837)
  - Anton Gassauer, česko-německý právník (* 7. dubna 1848)
- 09. ledna – Jan Umlauf, malíř (* 7. dubna 1848)
- 13. ledna – František Lützow, šlechtic, diplomat, historik a spisovatel (* 21. března 1849)
- 25. ledna – František Xaver Kryštůfek, teolog, rektor Univerzity Karlovy (* 28. října 1842)
- 06. února – Karel Jaroslav Maška, archeolog (* 28. srpna 1851)
- 09. února – Hynek Vojáček, hudební skladatel, pedagog a publicista (* 4. prosince 1825)
- 26. března – Jakub Husník, malíř (* 29. března 1837)
- 05. dubna – Martin Kříž, notář, speleolog a archeolog (* 14. listopadu 1841)
- 12. dubna – Eduard Redlhammer, rakouský a český podnikatel a politik (* 22. února 1829)
- 23. dubna – Karel Zahradník, matematik (* 16. dubna 1848)
- 24. dubna – Jindřich Šolc, advokát, politik, starosta Prahy (* 12. září 1841)
- 27. dubna – Karel Preis, chemik, rektor ČVUT (* 20. srpna 1846)
- 05. května – Stanislav Sucharda, sochař (* 12. listopadu 1866)
- 09. května – Václav Šamánek, lékař a organizátor českého národního života na Liberecku (* 23. října 1846)
- 11. května – Vladimír Srb, právník a politik (* 19. června 1856)
- 23. května – Vladimír Jindřich Bufka, fotograf, publicista (* 16. července 1887)
- 29. května – Jan Otto, nakladatel (* 8. listopadu 1841)
- 01. června – Vítězslav Houdek, právník a spisovatel (* 27. července 1856)
- 03. června – Josef Richard Rozkošný, hudební skladatel, (* 21. září 1833)
- 10. června – Václav Frič, obchodník s přírodninami a podnikatel (* 14. března 1839)
- 24. června – František Antonín Zeman, pedagog, spisovatel, redaktor a dramatik (* 4. května 1838)
- 02. srpna – Vojtěch Bárta, podnikatel a mecenáš (* 16. listopadu 1867)
- 05. srpna – Ludvík Tošner, pedagog, překladatel, sociální demokrat (* 27. července 1874)
- 08. srpna – Antonín Mölzer starší, stavitel varhan (* 30. dubna 1839)
- 17. srpna – Ludvík Holain, duchovní a hudební skladatel (* 20. srpna 1843)
- 31. srpna – Jan Sedláček, architekt a spisovatel (* 9. února 1848)
- 25. září – Julius Fučík, skladatel a dirigent vojenských hudeb (* 18. července 1872)
- 27. září – Ludwig Moser, rytec skla a podnikatel (* 18. června 1833)
- 30. září – Antonín Turek, architekt (* 8. prosince 1861)
- 30. října – František Alois Hora, pedagog, básník a dramatik (* 1. srpna 1838)
- 01. listopadu – Franz Thun und Hohenstein, politik, dlouholetý místodržitel Čech (* 2. září 1847)
- 15. listopadu – František Ženíšek, malíř (* 25. května 1849)
- 23. listopadu – Eduard Nápravník, hudební skladatel a dirigent (* 24. srpna 1839)
- 02. prosince – Jindřich Hanuš Böhm, libretista, překladatel, divadelní a hudební kritik (* 14. července 1836)
- 12. prosince – Jan Dvořák, lékař a politik (* 13. května 1849)
- 16. prosince – Ladislav Zápotocký, socialistický novinář a politik (* 12. ledna 1852)
- 28. prosince – Hugo Klement Mrázek, hudební skladatel (* 8. února 1889)
- 31. prosince – Ladislav František Čelakovský, mykolog a botanik (* 3. prosince 1863)
- 0? – Antonín Masák, učitel a historik (* 1856)

### Svět

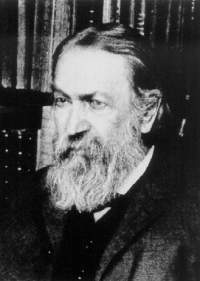
Ernst Mach († 19. únor)

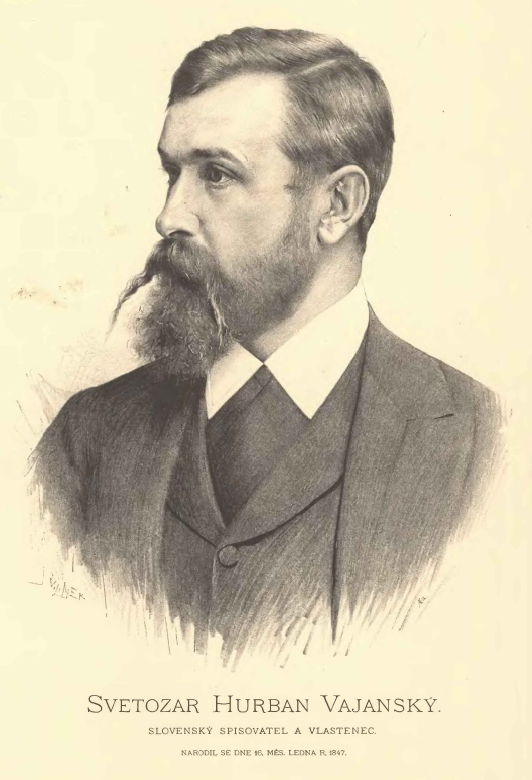
Svetozár Hurban-Vajanský († 17. srpen)

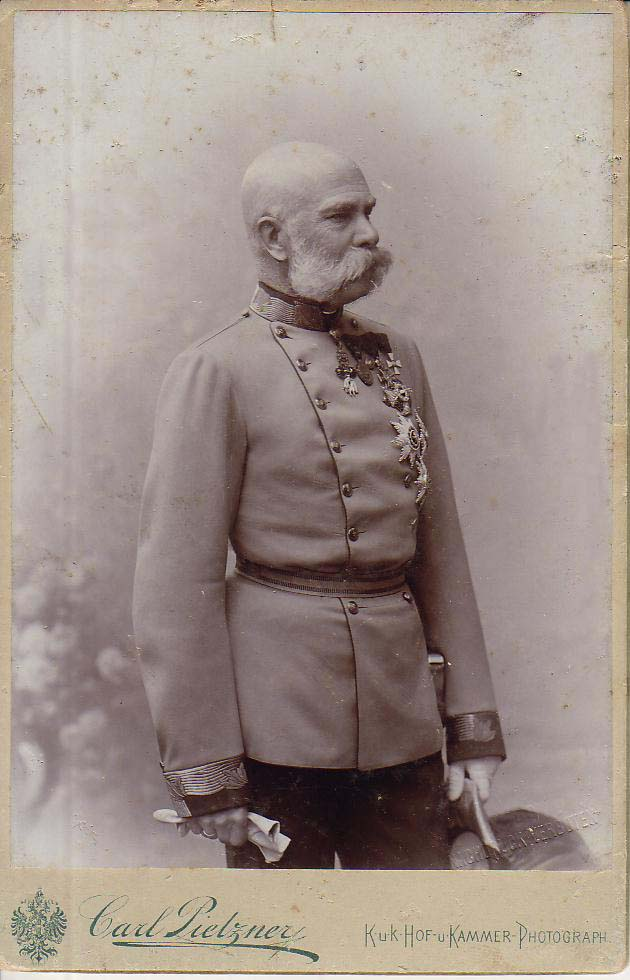
František Josef I. († 21. listopad)

- 10. ledna – Karol Henrich Fuchs, slovenský matematik, fyzik a geodet (* 5. června 1851)
- 11. ledna – Jacob Hilsdorf, německý portrétní fotograf (* ? 1872)
- 15. ledna
  - Modest Iljič Čajkovskij, ruský dramatik, operní libretista a překladatel (* 13. května 1850)
  - Vojtech Alexander, slovenský lékař a fyzik (* 31. května 1857)
- 16. ledna – Illarion Voroncov-Daškov, ruský generál a generální guvernér Kavkazu (* 27. května 1837)
- 26. ledna – Franz Xaver von Schönaich, předlitavský generál a politik (* 27. února 1844)
- 1. února – Şehzade Yusuf Izzeddin, syn osmanského sultána Abdulazize (* 29. září 1857)
- 6. února – Rubén Darío, nikaragujský básník a diplomat (* 18. ledna 1867)
- 9. února – Alexandr Ivanovič Vojejkov, ruský cestovatel, geograf a meteorolog (* 20. května 1842)
- 12. února – Richard Dedekind, německý matematik (* 6. října 1831)
- 19. února – Ernst Mach, rakouský teoretický fyzik a filozof původem z Moravy (* 18. února 1838)
- 20. února – Klas Pontus Arnoldson, švédský spisovatel, nositel Nobelovy cenu míru (* 27. října 1844)
- 28. února – Henry James, anglický spisovatel (* 15. dubna 1843)
- 29. února – Fridtjuv Berg, švédský politik (* 20. března 1851)
- 2. března – Alžběta zu Wied, rumunská královna a spisovatelka (* 9. prosince 1843)
- 4. března – Franz Marc, německý malíř (* 8. února 1880)
- 12. března – Marie von Ebner-Eschenbachová, hraběnka Dubská, rakouská spisovatelka (* 13. září 1830)
- 18. března – Karl Gölsdorf, rakouský lokomotivní konstruktér (* 8. června 1861)
- 19. března – Vasilij Ivanovič Surikov, ruský malíř (* 24. ledna 1848)
- 22. března – Ferdinand Fellner, rakouský architekt (* 19. dubna 1847)
- 24. března – Enrique Granados, španělský hudební skladatel a klavírista (* 27. července 1867)
- 27. března – August Wieser, brněnský starosta (* 17. května 1847)
- 5. dubna – Maxim Maximovič Kovalevskij, ruský právník a historik (* 8. srpna 1851)
- 8. dubna – Fredrik Idestam, finský podnikatel, zakladatel společnosti Nokia (* 28. října 1838)
- 15. dubna – Alfred Cogniaux, belgický botanik (* 7. dubna 1841)
- 19. dubna – Colmar von der Goltz, německý a osmanský polní maršál (* 12. srpna 1843)
- 26. dubna – Pavlo Skoropadskyj, ukrajinský politik a vojevůdce (* 15. května 1873)
- 27. dubna
  - Gustav Marchet, předlitavský pedagog, právník a politik (* 29. května 1846)
  - Leopold Klement Sasko-Kobursko-Gothajský, důstojník rakousko-uherské armády (* 19. července 1878)
- 29. dubna – Jørgen Pedersen Gram, dánský matematik (* 27. června 1850)
- 3. května – Patrick Pearse, irský politik, spisovatel a revolucionář (* 10. listopadu 1879)
- 10. května – Robert Kraft, německý spisovatel (* 3. října 1859)
- 11. května
  - Karl Schwarzschild, německý fyzik a astronom (* 9. října 1873)
  - Max Reger, německý varhaník, klavírista, skladatel a dirigent (* 19. března 1873)
- 12. května – James Connolly, irský socialistický politik (* 5. června 1868)
- 13. května
  - Šolom Alejchem, židovský spisovatel (* 2. března 1859)
  - Clara Louise Kellog, americká sopranistka a divadelní ředitelka (* 9. července 1842)
- 21. května – Artúr Görgey, uherský vojevůdce a politik (* 30. ledna 1818)
- 23. května – Carl Friedrich Mylius, německý fotograf (* 10. ledna 1827)
- 27. května – Josef Langl, rakouský malíř, grafik a spisovatel českého původu (* 18. března 1843)
- 28. května – Ivan Franko, ukrajinský spisovatel (* 27. srpna 1856)
- 30. května – Adolph Frank, německý chemik, inženýr a podnikatel (* 29. ledna 1834)
- 5. června – Horatio Kitchener, britský maršál (* 24. června 1850)
- 6. června – Jüan Š’-kchaj, čínský politik, vojevůdce a císař (* 16. září 1859)
- 8. června – Luigi Accattatis, italský historik (* 2. listopadu 1838)
- 18. června
  - Helmuth von Moltke mladší, německý generál (* 25. května 1848)
  - Max Immelmann, německý stíhací pilot (* 21. září 1890)
- 23. června – Carleton Watkins, americký krajinářský fotograf (* 11. listopadu 1829)
- 25. června – Thomas Eakins, americký výtvarný umělec (* 25. července 1844)
- 27. června – Ştefan Luchian, rumunský malíř (* 1. února 1868)
- 1. července – Rowland Fraser, skotský ragbista (* 10. ledna 1890)
- 6. července – Odilon Redon, francouzský malíř (* 22. dubna 1840)
- 15. července – Ilja Iljič Mečnikov, ukrajinský lékař, nositel Nobelovy ceny za medicínu (* 16. května 1845)
- 23. července – sir William Ramsay, skotský chemik, nositel Nobelovy ceny za chemii za objev vzácných plynů (* 2. října 1852)
- 24. července
  - Adam Clark Vroman, americký fotograf (* 15. dubna 1856)
  - Eugène Anthiome, francouzský hudební skladatel (* 19. srpna 1836)
- 27. července – Karl Klindworth, německý skladatel, dirigent a klavírní virtuos (* 25. září 1830)
- 3. srpna – Roger Casement, irský básník a revolucionář (* 1. září 1864)
- 17. srpna
  - Umberto Boccioni, italský malíř] a sochař (* 19. října 1882)
  - Svetozár Hurban-Vajanský, slovenský spisovatel a politik (* 16. ledna 1847)
- 27. srpna – Petar Kočić, srbský básník, spisovatel a politik (* 29. června 1877)
- 28. srpna – Johan Oskar Backlund, švédský astronom (* 28. dubna 1846)
- 4. září – José Echegaray y Eizaguirre, španělský matematik, spisovatel, nositel Nobelovy ceny za literaturu (* 19. dubna 1832)
- 12. září – Henrik Mohn, norský astronom, oceánograf a meteorolog (* 16. května 1835)
- 14. září
  - Pierre Duhem, francouzský fyzik (* 10. června 1861)
  - Josiah Royce, americký filosof, logik a spisovatel (* 20. listopadu 1855)
- 17. září – Hermann Krone, německý fotograf, vědec a publicista (* 14. září 1827)
- 11. října – Ota I. Bavorský, bavorský král (* 27. dubna 1848)
- 21. října
  - Karl von Stürgkh, předseda předlitavské vlády (* 30. října 1859)
  - Olindo Guerrini, italský básník (* 14. října 1845)
- 27. října – Adolph Lønborg, dánský fotograf (* 5. září 1835)
- 28. října – Oswald Boelcke, německý stíhací pilot (* 19. května 1891)
- 31. října
  - Chuang Sing, čínský politik, revolucionář a první vrchní velitel vojenských sil Čínské republiky (* 25. října 1847)
  - Charles Taze Russell, americký kazatel a náboženský reformátor (* 16. února 1852)
- 12. listopadu – Percival Lowell, americký matematik, astronom a diplomat (* 13. března 1855)
- 14. listopadu – Hector Hugh Munro, britský spisovatel (* 18. prosince 1870)
- 15. listopadu – Henryk Sienkiewicz, polský spisovatel (* 5. května 1846)
- 21. listopadu – František Josef I., vládce Rakouska-Uherska (* 18. srpna 1830)
- 22. listopadu – Jack London, americký spisovatel (* 12. ledna 1876)
- 23. listopadu – Charles Booth, anglický filantrop a sociolog (* 30. března 1840)
- 24. listopadu – Hiram Stevens Maxim, americký vynálezce (* 5. února 1840)
- 25. listopadu – Adolf Kaufmann, rakouský malíř (* 15. května 1848)
- 27. listopadu – Émile Verhaeren, belgický básník a dramatik (* 21. května 1855)
- 1. prosince – Charles de Foucauld, francouzský kněz a mučedník (* 15. září 1858)
- 5. prosince – Hans Richter, rakouský dirigent (* 4. dubna 1843)
- 6. prosince – Signe Hornborgová, finská architektka (* 8. listopadu 1862)
- 9. prosince
  - Sóseki Nacume, japonský spisovatel, básník, literární teoretik (* 9. února 1867)
  - Théodule-Armand Ribot, francouzský psycholog (* 8. prosince 1839)
- 16. prosince – Hugo Münsterberg, americký filozof a psycholog (* 1. června 1863)
- 19. prosince – Alois Beer, rakouský fotograf (* 14. června 1840)
- 21. prosince – Daniel Oliver, anglický botanik (* 6. února 1830)
- 28. prosince – Eduard Strauß, rakouský dirigent a skladatel (* 15. března 1835)
- 29. prosince – Grigorij Jefimovič Rasputin, ruský mystik (* 22. ledna 1869)
- 30. prosince / 16. prosince – Grigorij Jefimovič Rasputin, ruský mystik s velkým vlivem na rodinu cara Mikuláše II. (* 21. ledna / 9. ledna 1869)

## Hlavy států
- České království – František Josef I. (1848–1916) / Karel I. (1916–1918)
- Papež – Benedikt XV. (1914–1922)
- Spojené království – Jiří V. (1910–1936)
- Francie – Raymond Poincaré (1913–1920)
- Uherské království – František Josef I. (1848–1916) / Karel I. (1916–1918)
- Rakouské císařství – František Josef I. (1848–1916) / Karel I. (1916–1918)
- Rusko – Mikuláš II. (1894–1917)
- Belgie – Albert I. (1909–1934)
- Nizozemsko – Vilemína (1890–1948)
- Norsko – Haakon VII. (1905–1957)
- Dánsko – Kristián X. (1912–1947)
- Švédsko – Gustav V. (1907–1950)
- Německo – Vilém II. (1888–1918)
- Španělsko – Alfons XIII. Španělský (1886–1931)
- Portugalsko – Bernardino Machado (1915–1917) a (1925–1926)
- Itálie – Viktor Emanuel III. (1900–1946)
- Turecko  – Mehmed V. (1909–1918)
- Řecko – Konstantin I. (1913–1917) a (1920–1922)
- Rumunsko – Ferdinand I. Rumunský (1914–1927)
- Bulharsko – Ferdinand I. (1887–1908 kníže) a (1908–1918 car)
- USA – Woodrow Wilson (1913–1921)
- Japonsko – Taišó (1912–1926)